# Uixer (vaixell)

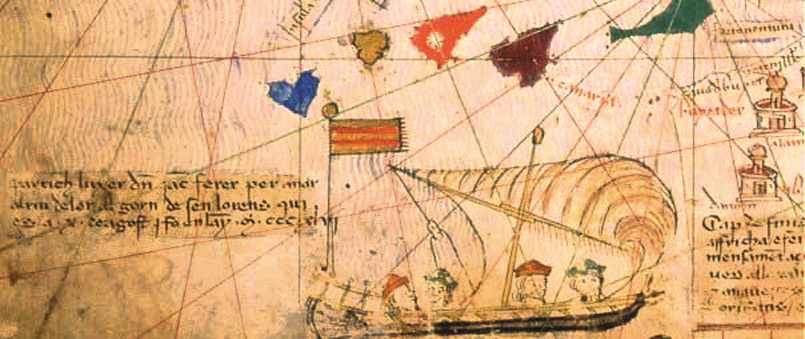
Detall de Jaume Ferrer a l'Atles Català (1375)

L'uixer era un vaixell gros, de la família de les galeres, amb menys rems, però amb un castell a proa i un altre a popa, només tenia una coberta i dos o tres pals.
Solia ésser emprat amb finalitats comercials.
Al segle XIV, usualment era armat a tres tires.
- Amb un uixer, Jaume Ferrer, mallorquí, l'any 1346, seguí la costa occidental africana fins a l'anomenat Riu de l'Or.[3]